# Giovanna av Italien
Giovanna av Italien (italienska: Giovanna Elisabetta Antonia Romana Maria), född 13 november 1907 i Rom, död 26 februari 2000 i Estoril, var den sista drottningen (tsaritsan) av Bulgarien. 

## Biografi
Giovanna var dotter till kung Viktor Emanuel III av Italien och Elena av Montenegro. Hon gifte sig i Assisi 25 oktober 1930 med Boris III av Bulgarien. Hon gifte sig först enligt katolsk ceremoni i Italien i närvaro av bland andra Mussolini, sedan enligt ortodox ceremoni i Bulgarien, vilket orsakade problem med katolska kyrkan.
Giovanna ansågs lämplig av bulgarerna eftersom hennes mor var en slavisk ortodox prinsessa, medan Italien såg vigseln som ett sätt att sluta förbund. Giovanna var involverad i sociala projekt som barnsjukhus. Under kriget utfärdade hon många transitpass till judiska flyktingar, vilket gjorde det möjligt för dem att fly till Argentina. Maken anses ha förgiftats på order av Hitler 1943.
Då Sovjetunionen erövrade Bulgarien sattes hon och barnen i husarrest till 1946, då de fick 48 timmar på sig att lämna landet och avreste till Egypten.